# Tangbrand
T(h)angbrand (Þangbrandr) var hirdpräst hos den norske kungen Olav Tryggvason och den mest namnkunnige av de missionärer som kungen strax före 1000-årsskiftet sände till Island för att snabbkristna ön. Missionsfärden varade i cirka två år från senhösten 997, och Tangbrand begick många dråp för att främja kristen tro. Snorre Sturlasson beskriver honom som en våldsam och mordisk kämpe, men en god och rask präst.

## Härkomst
Tangbrands härkomst är osäker, men han tycks ha varit ädling. Några källor uppger att han var "son till Villibald, greven av Bremaborg" (Bremen). Njals saga påstår dock, liksom Snorre, att Tangbrand var saxare, och den norske historieskrivaren Theodoricus monachus, som för övrigt latiniserar Tangbrands namn till Theobrandus, uppger att han kom från Flandern. Det har också gissats att Tangbrand skulle ha haft anglosaxiskt ursprung, men något direkt stöd för detta finns inte i någon källa. Namnet Tangbrand anses komma från fornhögtyskans *Dankbrand, även om denna namnform inte finns belagd. I en sen version av Landnámabók (Þórðarbók) brukas stavningen Þorbrandr (Torbrand).

## Levnad
Det är framför allt om Tangbrands tid hos Olav Tryggvason som källorna vet besked. Berättelserna är i sina huvuddrag samstämmiga, men skiljer sig ofta åt i detaljer.
Enligt Kristni saga var Tangbrand i ungdomen klerk hos biskop Albertus av Bremen. Då Tangbrand som vuxen bevistade ett gästabud hos dennes bror, biskop Hugbertus i Kantaraborg (Canterbury), fick han som gåva en präktig sköld prydd med ett målat krucifix. Senare träffade Tangbrand kung Olav, som då ännu var hedning, och gav då skölden till kungen. Som gengåva fick han sköldens fulla värde i silver samt kungens löfte om vänskap och beskydd om han någonsin hamnade i trångmål. 

### Tangbrand går i kung Olavs tjänst
För pengarna köpte sig Tangbrand en vacker trälkvinna från Irland. Hennes skönhet ledde emellertid till att han snart tvingades gå "holmgång" mot en av kejsarens män, som också hade blivit förtjust i kvinnan. Tangbrand dräpte sin rival, men tvingades därefter fly ur landet.
Tangbrand sökte sig nu till kung Olav, som vistades i England. Kungen hade vid denna tid tagit kristet dop och utnämnde genast Tangbrand till hirdpräst. När kungen senare återvände till hemlandet följde Tangbrand med och deltog aktivt i kristnandet av Hordaland. Här blev Tangbrand herde för Norges första kristna församling på ön Moster, där kung Olav lät bygga en kyrka och Tangbrand fick prästbol och jordägor.
Tangbrand beskrivs som frikostig och givmild, även om Kristni saga använder ordet "slösaktig". Då pengarna inte räckte till drygade han ut prästlönen genom att organisera överfall och plundring i de bygder där folket ännu var hedningar. Som god kristen var han dock rättvis när han fördelade tjuvgodset mellan sig själv och sina män.
Kung Olav blev dock rasande när han fick reda på vad prästen sysslade med, och vägrade godta några som helst ursäkter med mindre än att Tangbrand lovade att fara som missionär till Island för att snabbkristna ön inför det annalkande tusenårsskiftet. Avfärden skedde med största sannolikhet hösten 997.

### Missionen på Island
Den väg Tangbrand färdades på Island beskrivs utförligast i Njals saga. Missionerandet, som började våren 998, tycks ha haft vissa inledande framgångar. Flera hövdingar och stormän tog dopet eller lät primsigna sig; först bland dem var Hall Torsteinsson på Sida, tätt följd av Hjalte Skeggjason och Gissur vite. Också Njalssagans huvudperson Njal Torgeirsson blev kristen med allt sitt husfolk. Men snart hårdnade det hedniska motståndet, och Tangbrand själv tycks ha varit alltför hetlevrad för att vända andra kinden till när han blev motsagd. Skalden Veturlide Sumarlidesson, som diktat nid om de kristna förkunnarna, överfölls och mördades då han obeväpnad var på torvgrävning. Samma öde drabbade skalden Torvald veile. Hur många dödsoffer som Tangbrands mission krävde är svårt att veta då det ytterst handlar om hur källorna ska värderas. Are Torgilsson uppskattade antalet dräpta till "två eller tre man", men en summering av samtliga döda som källorna omtalar, skulle ge en betydligt högre siffra. Enbart vid det så kallade matrånet på Lökjarbug, där Tangbrand och hans svultna skara våldgästade bonden Kol för att stjäla mat, stupade nio hedningar, däribland Kols frände Skäggbjörn. Tangbrand själv förlorade två man.

#### Gudarna mäter sin styrka mot varandra
Att den kristne guden var den gud som var mäktigast tycks ha varit ett huvudargument, och i berättelserna om Tangbrands missionsresa görs ofta gällande att det är Guds egen makt som prövas mot de hedniska gudarnas styrka.
På Stavafell väster om Lonsheden utmanades Tangbrand till envig av hedningen Torkel. Tangbrand, som hade god vapenträning, valde att skydda sig med ett heligt krucifix i stället för sköld, vilket tycks ha gjort Torkel så förvirrad att han snabbt blev nedhuggen.
Då Tangbrand kom till Haga på Bardastrand väntades en bärsärk till gården. Han skydde varken eld eller egg och var fruktad av alla. Tangbrand bad nu hedningarna göra upp eldar. En eld skulle de själva viga, men en eld vigde Tangbrand på kristet sätt. Då bärsärken kom, gick han utan svårighet genom hedningarnas eld, men Tangbrands eld vågade han inte röra. Han skulle brinna upp hel och hållen, sa han. «Han högg med sitt svärd mot bänken, men svängde det så högt att det kom i takbjälken. Tangbrand slog honom med krucifixet över armen, och nu skedde ett stort järtecken: svärdet föll ur handen på bärsärken. Då stötte Tangbrand svärdet i bröstet på honom, och Gudleif (Tangbrands hjälppräst) högg av honom handen.»
Men också hednagudarna kunde göra stora kraftprov:
«På Kerlingardal bodde en man som hette Galdra-Heden. Honom köpte några hedna män, för att han (med trolldom) skulle döda Tangbrand och hans följeslagare. Galdra-Heden red upp på Arnarstakksheden och gjorde där ett stort blot. Då Tangbrand red väster ut, rämnade jorden under hans häst, men han hoppade av hästen och kom upp på kanten av rämnan. Hästen med allt ridtyget uppslukades av jorden, och de såg den aldrig sedan.» 
Enligt Sigurður Nordal skulle det ha kunnat vara ett jökellopp (jökulhlaup) som orsakade detta hedniska mirakel. Galdra-Heden fick i vilket fall som helst skulden, och Tangbrand lät omgående sin hjälppräst Gudleif spåra upp och mörda honom.

#### Misslyckandet
Rimligen bör det, som Hjalte Skeggjason och Gissur vite senare förklarade för Olav Tryggvason, ha varit Tangbrands brutalitet som bäddade för hans misslyckande.  Sommaren 999 stämdes han på alltinget för gudasmädelse och dråp och tvingades återvända till Norge, där han klagade att islänningarna var så onda att de nog aldrig skulle bli kristna.
Eftersom Tangbrand är den missionspräst som i de norska och isländska källorna fått det största utrymmet, har han ofta kommit att framstå som urtypen för en kristen missionär vid denna tid, vilket knappast är helt rättvisande. Inte heller är det rimligt att se honom som representant för en speciellt "tysk" våldsinriktad svärdsmission i motsättning till en betydligt mildare form av kristendom utgående från keltiskt område. En av de första kristna förkunnarna på Island, den fromme missionsbiskopen Fredrik, var, vad inställningen till våld beträffar, Tangbrands raka motsats, trots att de nog båda var landsmän. Fredrik avbröt sin mission i besvikelse — inte över hedningarnas motstånd — utan över att hans kristne kollega Torvald vittfaren inte förmådde vända andra kinden till då han hånades av hedningar.